# Gaius Manlius
Gaius Manlius († 62 v. Chr.) war ein Mitverschwörer des Lucius Sergius Catilina. Er gehörte dem patrizischen Geschlecht der Manlier an. 63 v. Chr. errichtete er laut Cicero Heerlager bei Faesulae in Etrurien, um Catilina zu unterstützen, wozu er laut Sallust auch Geld erhielt. Catilina ging am 8. November 63, nachdem Cicero ihn im Senat angegriffen hatte, zu ihm. Nach dem Scheitern der Verschwörung in Rom und der Hinrichtung mehrerer Anhänger des Catilina versuchten die Catilinarier, sich nach Gallien zurückzuziehen. Sie wurden jedoch vom Heer des Gaius Antonius Hybrida gestellt. In der anschließenden Schlacht kam Manlius ums Leben.